# Шипунова
Шипунова — деревня в Абатском районе Тюменской области России. Входит в состав Абатского сельского поселения.

## История
В «Списке населенных мест Российской империи» 1871 года издания (по сведениям 1868—1869 годов) населённый пункт упомянут как казённая деревня Шипунова Ишимского округа Тобольской губернии, при реке Китерне, расположенная в 75 верстах от окружного центра города Ишим. В деревне насчитывалось 74 двора и проживало 234 человека (115 мужчин и 119 женщин).
В 1926 году в деревне имелось 109 хозяйств и проживало 548 человек (265 мужчин и 283 женщины). В административном отношении Шипунова входила в состав Котковского сельсовета Абатского района Ишимского округа Уральской области.

## География
Деревня находится в юго-восточной части Тюменской области, в лесостепной зоне, в пределах Ишимской равнины, на правом берегу реки Китерня (приток Ишима), на расстоянии примерно 5 километров (по прямой) к северо-западу от села Абатское, административного центра района. Абсолютная высота — 80 метров над уровнем моря.

### Часовой пояс
Шипунова, как и вся Тюменская область, находится в часовой зоне МСК+2. Смещение применяемого времени относительно UTC составляет +5:00.

## Население
| 1989 | 2002 | 2010 |
| ---- | ---- | ---- |
| 270  | ↘190 | ↘155 |

Гендерный состав
По данным Всероссийской переписи населения 2010 года в гендерной структуре населения мужчины составляли 53,5 %, женщины — соответственно 46,5 %.
Национальный состав
Согласно результатам переписи 2002 года, в национальной структуре населения русские составляли 87 % из 190 чел.

## Инфраструктура
В деревне функционируют сельский клуб и фельдшерско-акушерский пункт.

## Улицы
Уличная сеть деревни состоит из двух улиц и одного переулка.